# Elsbeth Dangel-Pelloquin
Elsbeth Dangel-Pelloquin (geboren am 29. Oktober 1947 in Stuttgart) ist eine deutsche Literaturwissenschaftlerin.

## Leben
Dangel studierte Germanistik und Geschichte in Göttingen und Tübingen, sie war Stipendiatin des Evangelischen Studienwerks Villigst (Hauptstudium und Promotion). Nach dem 1. Staatsexamen (1973), dem Studienreferendariat und dem 2. Staatsexamen (1974) unterrichtete sie von 1974 bis 1979 im Rahmen eines DAAD-Lektorats für deutsche Sprache und Literatur an der Universität Nancy/Frankreich, der École des Mines de Nancy und der École d’Administration (ENA) in Paris. 1983 promovierte sie an der Universität Frankfurt mit einer Arbeit über Arthur Schnitzler. Von 1983 bis 1985 übernahm sie ein Lektorat am Institut für deutsche Sprache an der Universität Fribourg (Schweiz), danach von 1985 bis 1991 die Oberassistenz in Neuerer Deutscher Literaturwissenschaft am Deutschen Seminar der Universität Basel (Lehrstuhl Karl Pestalozzi). 1998 habilitierte sie sich mit einer Arbeit zu Jean Paul. Von 1998 bis 2004 folgten Lehrstuhlvertretungen an den Universitäten Freiburg, Basel, Bern und Würzburg. Von 2004 bis zur Pensionierung lehrte Dangel Neuere Deutsche Literaturwissenschaft an der Universität Basel. Im Sommer 2012 unterrichtete sie am Middlebury College in Vermont/USA. Von 2004 bis 2012 arbeitete sie zudem an einem vom Schweizerischen Nationalfonds geförderten Editionsprojekt.
Elsbeth Dangel ist langjährige stellvertretende Vorsitzende der Hugo von Hofmannsthal-Gesellschaft, von 2006 bis 2018 war sie Mitherausgeberin des Jahrbuchs der Jean-Paul-Gesellschaft. 

## Forschung
Forschungsschwerpunkte sind die Literatur der beiden Jahrhundertwenden um 1800 (besonders Jean Paul) und um 1900 (besonders Wiener Moderne, Hofmannsthal und Schnitzler), die Literatur des Realismus (Keller und Stifter), die Literaturgeschichte der Tränen und der Küsse, komparatistische Themen zum deutsch-französischen Verhältnis (Maurice Blanchot, Madame de Staël, Hofmannsthal und Frankreich) sowie Autorinnen der Gegenwartsliteratur. Sie ist Editorin des Briefwechsels von Gerty und Hugo von Hofmannsthal mit Hermann Bahr, Herausgeberin der Werke Adelheid Duvanels, wofür sie 2025 einen Kulturpreis des Kantons Baselland erhielt, und Verfasserin einer Biographie zu Hofmannsthal.

## Schriften (Auswahl)
(das gesamte Verzeichnis siehe Website des Deutschen Seminars der Universität Basel)

### Monographien
- Wiederholung als Schicksal. Arthur Schnitzlers Roman «Therese. Chronik eines Frauenlebens». Fink, München 1985. (Dissertation).
- Eigensinnige Geschöpfe. Jean Pauls poetische Geschlechter-Werkstatt (= Reihe Litterae. Bd. 63). Rombach, Freiburg 1999. (Habilitation)
- Grenzenlose Verwandlung. Hugo von Hofmannsthal: Biographie. (zusammen mit Alexander Honold). S. Fischer, Frankfurt am Main 2024, ISBN 978-3-10-397553-6.

### Herausgeberschaft, Edition und Übersetzung
- Maurice Blanchot: Von Kafka zu Kafka. Aus dem Französischen übersetzt und mit einem Nachwort von Elsbeth Dangel. S. Fischer, Frankfurt am Main 1993.
- Hugo von Hofmannsthal. Neue Wege der Forschung. Hg. und Einleitung. Wissenschaftliche Buchgesellschaft, Darmstadt 2007.
- Hugo und Gerty von Hofmannsthal – Hermann Bahr: Briefwechsel 1891–1934. 2 Bde. Hg. Kommentar und Nachwort. Wallstein, Göttingen 2013.
- Adelheid Duvanel: Fern von hier. Sämtliche Erzählungen. Hg. und Nachwort. Limmat, Zürich 2021.